# Bilar (Bohol)
Pour les articles homonymes, voir Bilar.
Bilar est une municipalité de la province de Bohol.
On compte 19 barangays :
| - Bonifacio - Bugang Norte - Bugang Sur - Cabacnitan (Magsaysay) - Cambigsi - Campagao - Cansumbol - Dagohoy - Owac - Poblacion | - Quezon - Riverside - Rizal - Roxas - Subayon - Villa Aurora - Villa Suerte - Yanaya - Zamora |

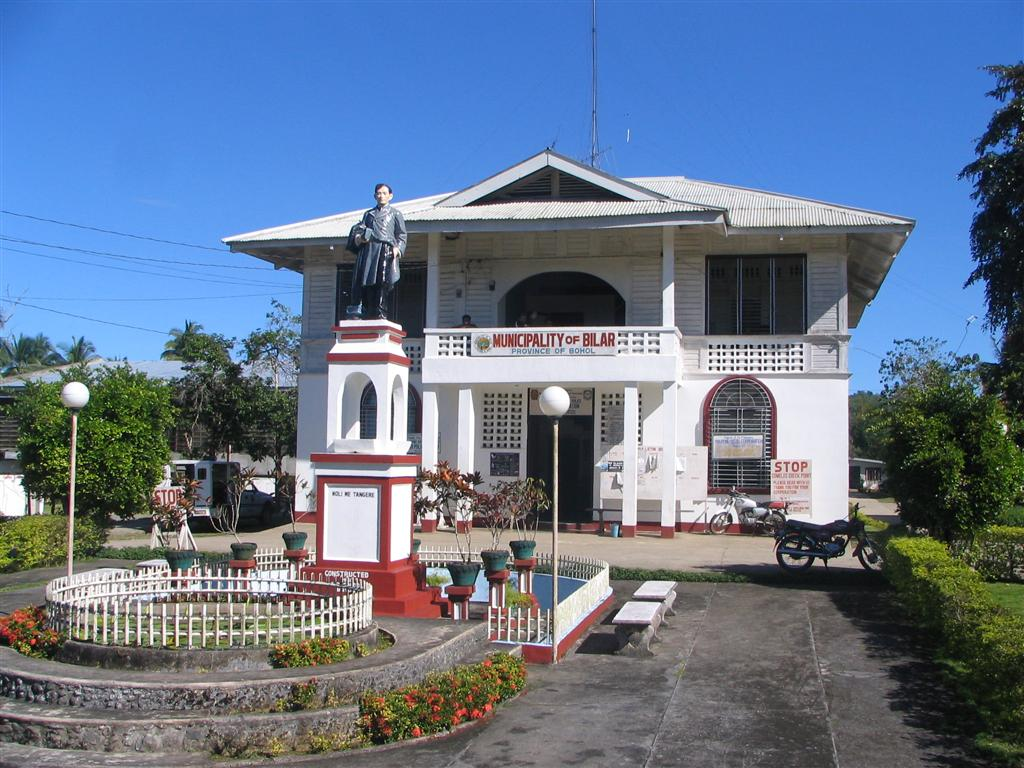
Bilar Mairie
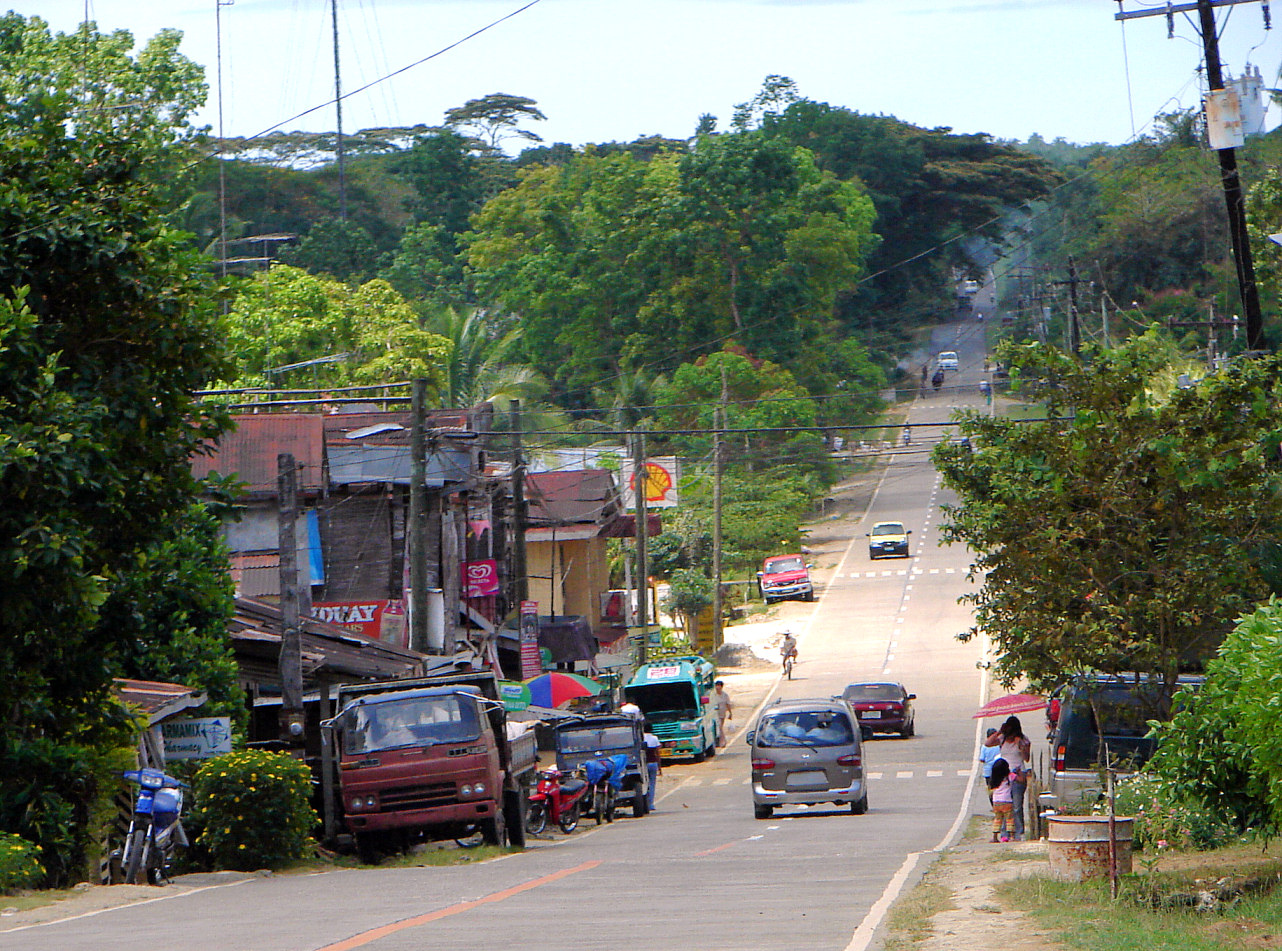
Rue principale
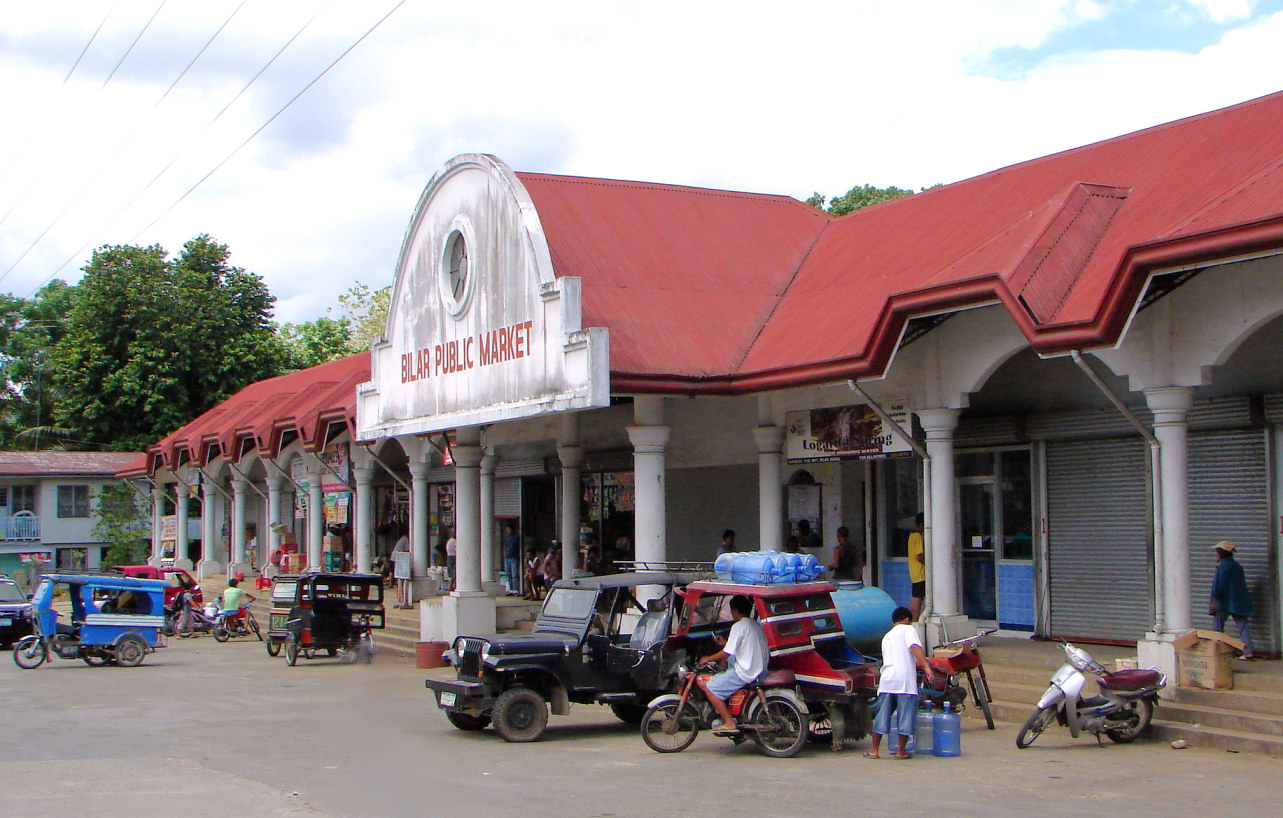
Marché public